# 菊池寬
菊池寬（日语：／ Kikuchi Kan，1888年12月26日—1948年3月6日）是一位日本小說家、劇作家以及記者，出生於日本香川縣高松市。文藝春秋的創辦企業家。
菊池深刻影響近代日本文學，並分別創立鼓勵新人的芥川獎、肯定已出版作品的直木獎，及表彰資深作家的菊池寬獎。

## 生平
1923年，由他所創辦的《文藝春秋》一刊物正式發行，迄今在日本文藝雜誌中仍具有重要地位。
1935年，他以芥川龍之介及直木三十五之名，分別設立了芥川龍之介賞、直木三十五賞。

## 作品
- 《屋頂上的狂人》[1]
- 《無名作家日記》（無名作家の日記）
- 《忠直卿行狀記》（忠直卿行状記）
- 《藤十郎之戀》（藤十郎の恋）
- 《真珠夫人》（真珠夫人）
- 《恩仇之外》（恩讐の彼方に）
- 《父歸（日语：父帰る）》

## 電影《KANO》
- 2014-02-27 小市慢太郎飾-小池/馬志翔/台灣果子電影有限公司，其原型即為菊池寬。

## 外部連結
- 菊池寬：作家別作品リスト - 青空文庫